# Hero High
Hero High est une série télévisée d'animation américaine en 26 épisodes de huit, puis douze minutes, produite par Filmation et diffusée du 3 octobre 1981 au 21 avril 1982 sur le réseau NBC. Une partie de la série est en live et le reste en animation. Elle était diffusée dans le bloc The Kid Super Power Hour with Shazam!.
Cette série est inédite en français.

## Synopsis
Hero High est un lycée qui accueille des adolescents dotés de super pouvoirs pour leur apprendre à les utiliser et combattre le crime. Les principaux héros en devenir sont A.W.O.L. doté du pouvoir d'invisibilité, Brat-Man capable de créer des secousses sismiques, Captain California capable de voler, Dirty Trixie qui utilise des gadgets, Glorious Gal qui a une super force, peut voler et est télépathe, Misty Magic qui comme son nom l'indique a des pouvoirs mystiques, Punk Rock qui a une super vitesse, Rex Ruthless qui lui aussi utilise des gadgets et Weatherman qui peut contrôler la météo.

## Distribution
Voix originales
- Lou Scheimer : A.W.O.L.
- Erika Scheimer : Brat-Man
- Christopher Hensel : Captain California
- Maylo McCaslin : Dirty Trixie
- Rebecca Perle : Glorious Gal
- Jere Fields : Misty Magic
- Johnny Venocour : Punk Rock
- John Berwick : Rex Ruthless
- Jim Greenleaf : Weatherman

## Épisodes
1. The Art of the Ballot
2. What's News
3. Rat Fink Rex
4. Do the Computer Stomp
5. Malt Shop Mayhem
6. Boo Who
7. Cover Twirl
8. My Job Is Yours
9. Girl of His Dreams
10. The Not So Great Outdoors
11. Off Her Rocker
12. Follow the Litter
13. Jog-A-Long
14. He Sinks Starships
15. Starfire, Where Are You ?
16. The Captives
17. High Rise Hijinx
18. Track Race
19. A Clone of his Own
20. Game of Chance
21. The Umpire Strikes Back
22. The Human Fly
23. Big Bang Theory
24. Law of the Pack
25. A Fistful of Knuckles
26. The Blow-Away Blimp